# MFK Zemplin Michalovce
MFK Zemplín Michalovce é um clube de futebol da Eslováquia que fica em Michalovce que disputa a primeira divisão do campeonato nacional, foi fundado em 1912. O clube manda seus jogos na Mestský futbalový štadión com capacidade para 4.440 pessoas.

## Ligações Externas
- Website oficial

 Eslováquia